# Isaac Stevens
Isaac Ingalls Stevens (ur. 25 marca 1818, zm. 1 września 1862) – amerykański polityk. Był pierwszym gubernatorem Terytorium Waszyngtonu, a także jego reprezentantem w 35. i 36. kadencji Kongresu Stanów Zjednoczonych. Brał udział w wojnie secesyjnej, po stronie Unii, gdzie uzyskał stopień majora generała. Został zastrzelony, prowadząc osobiście do walki swój oddział podczas bitwy pod Chantilly.